# Volker Lohweg

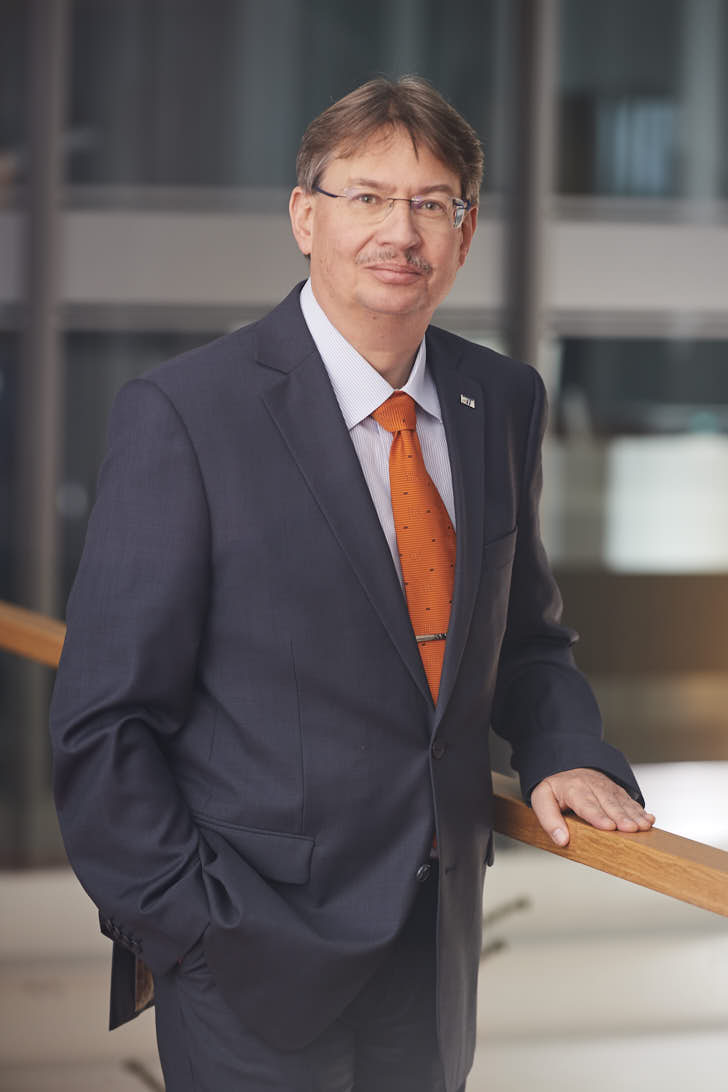
Volker Lohweg

Volker Lohweg (* 1960 in Bielefeld) ist ein deutscher Ingenieur und Professor für Bildverarbeitung und Informationsfusion an der Technischen Hochschule Ostwestfalen-Lippe (TH OWL) in Lemgo, Nordrhein-Westfalen, wo er auf dem Gebiet der intelligenten Automation lehrt und forscht. Er ist Vorstandsmitglied des Instituts für industrielle Informationstechnik (inIT) der TH OWL, dessen Institutsleiter er von 2017 bis 2024 war.

## Werdegang und Wirken
Volker Lohweg hat Elektrotechnik an der damaligen Fachhochschule Lippe (heute Technische Hochschule Ostwestfalen-Lippe) und anschließend an der Universität Paderborn mit Schwerpunkt Nachrichtentheorie studiert und wurde 2003 an der Technischen Universität Chemnitz am Lehrstuhl Schaltungs- und Systementwurf bei Dietmar Müller (heute Professor Ulrich Heinkel) zum Dr.-Ing. an der Fakultät für Elektrotechnik und Informationstechnik promoviert.
Von 1990 bis 2000 war Lohweg als Entwicklungsingenieur für Bildverarbeitung, später als technischer Leiter und Prokurist beschäftigt. Von 2000 bis 2004 war bei der Koenig & Bauer AG beschäftigt und hat Koenig & Bauer Bielefeld (heute Teil der Koenig & Bauer Banknote Solutions) als Leiter maßgeblich mit aufgebaut. Fachlich hat sich Lohweg mit der Forschung und Entwicklung schneller Bildverarbeitungsalgorithmen, Fuzzy Sets und Sensordatenfusion beschäftigt.
Seit September 2004 ist Lohweg Professor und vertritt das Fachgebiet Diskrete Systeme im Fachbereich Elektrotechnik und Technische Informatik der heutigen Technischen Hochschule Ostwestfalen-Lippe in Lemgo. Ende 2006 gründete er zusammen mit sechs weiteren Professoren das Institut für industrielle Informationstechnik als erstes In-Institut der TH OWL, dessen Institutsleitung von Juni 2017 bis Juli 2024 innehatte. Volker Lohweg ist zusammen mit einem weiteren Kollegen aus dem Fachbereich Lebenswissenschaften Sprecher und Studiengangskoordinator für den Bachelorstudiengang Medizin- und Gesundheitstechnologie und dem Forschungsmaster-Studiengang Smart Health Sciences. Des Weiteren ist er Gründungsmitglied des Parkinson Netzes OWL plus (pnowlp).
2005 gründete er zusammen mit fünf weiteren Gesellschaftern die OWITA GmbH. Die Gesellschaft ist als An-Institut der Technischen Hochschule Ostwestfalen-Lippe anerkannt.
Lohweg ist Vorstandsmitglied im Centrum Industrial IT, einem Science-to-Business-Center im Bereich der industriellen Automation. Weiterhin ist er im Kuratorium der Dr. Hans & Benno Bolza-Stiftung zur Förderung der Wissenschaft und Forschung im Bereich der Drucktechnik und des graphischen Gewerbes engagiert.
Er ist professorales Mitglied im Promotionskolleg NRW, dem das Promotionsrecht obliegt.

## Forschungsschwerpunkte
Die aktuellen Forschungsschwerpunkte von Volker Lohweg sind:
- Bildverarbeitung und Mustererkennung in ressourcen-beschränkten Systemen,
- Sensordatenfusion und Informationsfusion insbesondere bei konfliktbehafteten Daten[8] für Cyber-Physical Systems und
- Lernbarkeit und Lernen auf unvollständigen Daten

Lohweg ist seit 2006 IEEE Senior Member und Mitglied in zahlreichen Gremien und Programmkomitees nationaler und internationaler Konferenzen. Des Weiteren ist er Life Time Member der SPIE.

## Weitere Funktionen
Lohweg engagiert sich in der VDI/VDE-Gesellschaft für Mess- und Automatisierungstechnik (GMA), Computational Intelligence (FA 5.14), im IEEE, im SPIE, im Industrie-4.0-Technologienetzwerk it’s OWL sowie SmartFoodTechnologyOWL.

## Veröffentlichungen
Lohweg hat mehr als 250 technisch-wissenschaftliche Beiträge in Konferenzen, Vorträgen, Zeitschriften und Journalen als Autor/Ko-Autor veröffentlicht.